# معرفت‌شناسی دینی
معرفت‌شناسی دینی عنوانی است شامل همهٔ پرسش‌های معرفت‌شناختی‌ای که از منظری دینی مطرح می‌شوند یا درصدد پاسخ به مسائل معرفت‌شناختی‌ای هستند که از باورهای دینی ناشی می‌شود. پرسش‌هایی که معرفت‌شناسان در مورد باورها می‌پرسند، شامل باورها و گزاره‌های دین نیز می‌شود؛ مثل اینکه آیا این باورها منطقی، موجه، معقول، قابل پذیرش، مبتنی بر شواهد هستند یا نه. دیدگاه‌های دینی نیز نظریه‌های معرفت‌شناختی را تحت تأثیر قرار می‌دهند، مانند معرفت‌شناسی اصلاح‌شده.